# Stade Palogrande
Le stade Palogrande est un stade omnisports situé à Manizales, en Colombie. Il est actuellement utilisé principalement pour des matchs de football.
Le stade a une capacité de 36 553 places. Il fut construit en 1936 et agrandi en 1994. Le Corporación Deportiva Once Caldas y joue ses matches à domicile et y a gagné la Copa Libertadores en 2004.